# Jacob Black
Jacob Black  là nhân vật hư cấu trong bộ tiểu thuyết Chạng vạng (tiểu thuyết) của Stephenie Meyer. Anh được miêu tả là thành viên của bộ tộc da đỏ Quileute (phát âm như Quil-yoot), cư trú ở La Push, gần Forks, Washington. Trong Chạng vạng (phim 2008) và Trăng non, Taylor Lautner thủ vai Jacob Black.

## Sự tạo thành
Theo Stephenie Meyer, Jacob ban đầu chỉ đơn giản là điểm nối giúp Bella hiểu bí mật về thân phận ma cà rồng của Edward. Tuy nhiên, cả Meyer và trợ lý của bà đều rất ưa thích nhân vật này đến nỗi họ quyết định mở rộng ảnh hưởng của anh trong cuốn tiếp theo, Trăng non, và Meyer gọi nhân vật này là "món quà thú vị mà Trăng non đã dành cho tôi"

 Jacob là thử nghiệm đầu tiên của tôi về kiểu nhân vật nổi loạn - một nhân vật phụ phát triển quá sống động đến nổi tôi không thể kiềm toả cậu trong vai trò bé tí teo... Từ khi mở màn, dù chỉ xuất hiện trong chương 6 Chạng vạng, song cậu quá giàu sức sống. Tôi thích cậu. Nhiều hơn có thể dành cho một nhân vật phụ 

Meyer viết trên trang cá nhân rằng sau khi Jacob nổi lên như một nhân vật chính trong Trăng non, bà quay trở lại sửa chữa Chạng vạng , để "dệt cho Jacob (và bố cậu) trung tâm hơn nữa "

## Vai trò trong bộ truyện

### Chạng vạng
Jacob có 1 vai trò rất nhỏ trong cuốn đầu tiên. Cậu là con trai của bạn thân của bố Bella Swan, Billy Black. Khi Bella dỗ cậu để moi thông tin về Edward Cullen và gia đình, Jacob kể cho cô truyền thuyết Quileute và quan niệm cho rằng Edward là ma cà rồng. Bella rất mến cậu bé và Jacob bắt đầu bị cám dỗ bởi cô 

### Trăng non
Nhiều tháng sau khi Edward ra đi, Bella làm bạn với Jacob và dần quên đi nỗi đau. Tình bạn của họ vô cùng thắm thiết, và Jacob phát triển tình yêu với Bella. Cậu là một hậu duệ của người sói, một thành viên của tộc Quileute - kẻ thù truyền kiếp của ma cà rồng. Jacob trải qua quá trình biến đổi thành người sói trong trách nhiệm tiêu diệt ma cà rồng, và cậu bắt đầu bận rộn luyện tập trong rừng cùng đồng đội, truy lùng ma cà rồng trong địa bàn. Khi Bella bị Laurent đe doạ tính mạng, nhóm của Jacob đã cứu cô và tiêu diệt Laurent.
Bella bốc đồng nhảy từ vách đá xuống và sắp sửa chết đuối, nhưng Jacob đã cứu cô. Sau khi biết Edward lầm tưởng mình đã chết, cô và chị gái của chàng, Alice, tới Ý gấp để ngăn cản Edward tìm đến cái chết, bỏ lại Jacob đau đớn và giận dữ. Cậu phẫn nộ khi Edward trở lại và Bella sẵn sàng tha thứ sau khi bị bỏ rơi. Jacob cũng bị tổn thương khi biết ý định trở thành ma cà rồng của Bella. Cậu nhắc nhở cho Edward về hiệp ước của bộ tộc với nhà Cullen, giao kèo rằng nhà Cullen không được phép tạo thêm ma cà rồng.

### Nhật thực
Jacob giữ khoảng cách với Bella bằng cách không gọi điện và từ chối gặp cô, điên lên về sự thật Bella sẽ trở thành ma cà rồng. Sau đó, Jacob tới chỗ Bella và Edward để bàn cách đối phó với sự trở lại của Victoria, và thổ lộ với Bella rằng anh rất nhớ cô và hi vọng họ sẽ giữ mãi tình bạn. Có sự đồng ý của Edward, Bella bắt đầu tới thăm Jacob ở căn cứ. Một lần, Jacob tỏ tình với cô và muốn cô chọn anh thay vì Edward. Bella bị sốc bởi sự thú nhận ấy và nói rằng cô chỉ coi anh như một người bạn. Anh hôn cô bất chấp cô không đồng ý. Cô đấm vào mặt anh và bị gãy tay.
Nhóm người sói và nhà Cullen hiệp lực tiêu diệt Victoria và đội quân ma cà rồng của ả. Trước trận đánh, Jacob nghe thấy Bella và Edward cãi vã về lời hứa, làm anh vô cùng tức giận. Jacob doạ tự tử và Bella trong nỗ lực cản anh lại, đã để anh hôn cô. Sau đó, cô kinh ngạc nhận ra cô cũng yêu Jacob, nhưng tình yêu với Eward lớn lao hơn rất nhiều. Phần kết được đặt vào điểm nhìn của Jacob, giận dữ và đau khổ trước quyết định trở thành ma cà rồng của Bella, anh hoá thân thành sói để trốn tránh nỗi đau.

### Breaking Dawn (Tiểu thuyết)
Jacob trở lại để tham dự đám cưới của Bella và Edward; mặc dù vẫn vô cùng đau khổ bởi quyết định của cô, anh nói với cô rằng anh mong cô hạnh phúc. Anh phát điên khi Bella tình cờ tiết lộ cô và Edward dự định sẽ làm chuyện đó trước khi cô trở thành ma cà rồng, vì anh biết sức mạnh của Edward có thể giết chết cô. Khi Bella và Edward trở về sau tuần trăng mật, Jacob biết Bella đã mang thai một đứa trẻ nửa người nửa quỷ và cô trở nên thực sự yếu đuối. Khi anh thông báo cho đồng đội về tình trạng thai nghén của Bella, Sam Uley định tấn công nhà Cullen và giết Bella cùng đứa bé bởi vì lo ngại đứa trẻ sẽ là mối hiểm hoạ. Jacob, cảm thấy nhà Cullen trong sạch, phản đối Sam và tách khỏi nhóm, thực hiện sứ mạng của Sói Alpha. Anh gia nhập nhóm Leah và Seth Clearwater, và họ cùng nhà Cullen bảo vệ Bella.
Sau khi Bella sinh Renesmee Carlie Cullen, Jacob dồn hết tâm trí vào cô bé - anh đã gặp duyên ngầm (có thể hiểu là tình yêu định mệnh) của người sói. Anh hết sức bảo vệ bé, đặc biệt danh Nessie cho Renesmee dù Bella phản đối. Khi bé lớn hơn, 2 người vô cùng thân thiết. Jacob yêu cô bé nhưng để bảo về mối duyên này trước mắt, Jacob đã thành công trong việc giấu suy nghĩ của mình khiến Edward không phát hiện và phần nào chấp nhận anh như một người bảo vệ, một người anh trai của Nessie trong khi chờ cô bé lớn lên và định mệnh quyết định. Điều này thể hiện rõ trong đoạn Bella và Jacob đưa Nessie về thăm Charlie trước trận chiến với nhà Volturi. Jacob trở thành một phần của gia đình Cullen. Mối thù địch của anh với mỗi thành viên trong gia đình họ được xua tan. Anh và Edward coi nhau như anh em ruột thay vì tình địch.

## Xây dựng nhân vật

### Ngoại hình
Jacob có làn da nâu đỏ, tóc và mắt đen.
Trong Chạng vạng , anh được miêu tả như một cậu bé 15 tuổi cao lêu nghêu với mái tóc đen dài, thấp hơn Bella. Tuy nhiên, cuối Chạng vạng , anh đã cao hơn cô khá nhiều và có thân hình vạm vỡ. Trong New moon , gia nhập nhóm Quileute, anh cắt tóc, sau đó lại nuôi dài vì nghĩ Bella thích nó. Anh được Bella miêu tả vô cùng điển trai. Jacob thường chỉ mặc quần đùi jeans, vì quần áo rách liên tục trong những lần hoá sói. Trong vai sói, Jacob có bộ lông màu nâu đỏ.

### Tính cách và năng lực
Bella miêu tả Jacob như một "cậu bé vui vẻ" mang đến niềm vui cho mọi người xung quanh. Nổi bật trong Trăng non , anh thể hiện sự phấn khích, nồng nhiệt, lãng tử, nhưng dễ nổi nóng. Jacob cũng có thể biến thành sói khổng lồ. Cơ thể ấm hơn thân nhiệt của người, cho phép anh chịu được giá lạnh, những vết thương trên cơ thể cũng phục hồi rất nhanh. Trong lốt sói, Jacob có thể giao tiếp với đồng đội bằng suy nghĩ, đồng thời nhanh, mạnh hơn gấp bội. Người sói sẽ bất tử nếu mãi mãi duy trì linh hồn sói, cơ thể sinh học của Jacob phát triển cho tới năm 25 tuổi.

## Chuyển thể
Nam diễn viên Taylor Lautner thủ vai Jacob Black trong bộ phim cùng tên Chạng vạng. Vì có sự thay đổi về cơ thể của Jacob giữa Chạng vạng và Trăng non , đạo diễn Chris Weitz chú trọng thay đổi hình ảnh Lautner phù hợp để thể hiện thể hiện một Jacob Black lớn mạnh hơn.  ". Vào tháng 1 năm 2009, Weitz and Summit Entertainment tuyên bố Lautner tiếp tục thủ vai Jacob Black trong Trăng non 